# Vitrea subcarinata
Vitrea subcarinata is een slakkensoort uit de familie van de Pristilomatidae. De wetenschappelijke naam van de soort is voor het eerst geldig gepubliceerd in 1877 door Clessin.